# Mehdy Mary
Mehdy Mohamed Lakdar Mary (Gonesse, 17 marzo 1980) è un allenatore di pallacanestro ed ex cestista francese con cittadinanza algerina.